# 康承祖
康承祖，一說康永祖，江西吉安府泰和縣人，明朝政治人物、進士出身。

## 生平
萬曆四十年（1612年）壬子科江西鄉試舉人，四十七年（1619年），登己未科进士。通政司觀政，初授福建沙县知县，天啓二年（1622年）調福清县知县。五年考选，授刑部四川司主事，七年升福建司员外郎，崇祯元年（1628年）升郎中，升云南佥事，四年考察，起補廣東佥事，七年改海防道，八年革职为民。

## 家族
曾祖康堯章。祖父康元贊，乡饮大宾。父康思豸。